# معتصم قذافی
المعتصم‌بالله قذافی (به عربی: المُعْتَصِمٌ بِٱللهِ ٱلْقَذَّافِیّ) (۱ ژانویه ۱۹۷۷-۲۰ اکتبر ۲۰۱۱) که همچنین معتصم یا المعتصم نیز شناخته می‌شود؛ یکی از اعضای ارتش لیبی و مشاور امنیت ملی لیبی از سال ۲۰۰۸ تا ۲۰۱۱ بود. او پنجمین پسر معمر قذافی و یکی از اعضای دایره داخلی پدرش بود.
او در جریان جنگ داخلی لیبی در شهر سرت کشته شد.